# Dungeon Keeper 3: War for the Overworld
Dungeon Keeper 3: War for the Overworld era un videogioco della serie Dungeon Keeper sviluppato dalla Bullfrog Productions e cancellato durante la sua realizzazione.

## Pre-Sviluppo
Gli aspetti concettuali del gioco erano stati sviluppati nel novembre 1999 e il progetto venne annunciato nel febbraio 2000.. Nel progetto non vennero coinvolti programmatori o grafici e nel marzo del 2000 ne fu annunciata la cancellazione.. La notizia venne rese nota nell'agosto dello stesso anno quando la Bullfrog Productions rilasciò il seguente comunicato sul suo sito ufficiale:
ENG
There are currently no plans for another Dungeon Keeper game, however it remains an important franchise and there may be opportunities for us to pursue that direction in the future.»
IT
Al momento non ci sono piani per un altro gioco su Dungeon Keeper, comunque rimane un'importante franchise e potrebbero esserci opportunità per noi di seguire quella direzione nel futuro.»

## Storia
La Storia doveva essere ripresa dal finale di Dungeon Keeper 2,quando Horny il Demone, acquisita l'ultima gemma e sconfitti i cavalieri di pietra,si avventura verso la superficie per invadere il mondo esterno degli eroi.

## War for the Overworld
Il 29 novembre 2012 la casa produttrice di videogiochi Subterranean Games ha iniziato una campagna fondi su Kickstarter (http://kck.st/YaLXcH) per realizzare War for the Overworld, come seguito spirituale della serie di Dungeon Keeper. La campagna fondi è terminata il 3 gennaio 2013 col raggiungimento dell'obiettivo previsto.
“War for the Overworld si prospetta essere un grande God Game che ci riporta ai bei ricordi sia di creare che di giocare Dungeon Keeper 2. Auguro il meglio al team, da inglese, nel portare la loro creazione alla vita." – David Amor, Chief Creative Officer alla Relentless, ex Bullfrog Productions.
War for the Overworld è stato distribuito in versione beta su Steam il 15 maggio 2013.
Il doppiatore originale del Mentore di Dungeon Keeper 1 e 2, Richard Ridings, è stato assunto dai sviluppatori per doppiare Mendechaus, divinità guida e voce narrante in War of the Overlord.

## Dungeons
Il 4 febbraio 2011 solo per PC viene presentato il titolo Dungeons (realizzato però da un'altra casa) che differisce dai Dungeon Keeper per il fatto che si dovrà difendere gli eroi e non i mostri.

## Dungeon Keeper (Mobile)
Nel 2010 EA ha commercializzato un gioco di Dungeon Keeper per telefono Android e iOS sotto forma di Free to play, ma il gameplay rassomiglia più a Clash of Clans.